# Villembits
Villembits település Franciaországban, Hautes-Pyrénées megyében. Lakosainak száma 110 fő (2022. január 1.). Villembits Vidou, Bugard, Lamarque-Rustaing, Luby-Betmont, Lustar és Tournous-Darré községekkel határos.

## Népesség
A település népessége az elmúlt években az alábbi módon változott:
| Lakosok száma | 118  | 117  | 115  | 114  | 112  | 113  | 111  | 110  |
|               | 2013 | 2015 | 2017 | 2018 | 2019 | 2020 | 2021 | 2022 |